# Samuel Bischoff
Samuel Bischoff (Hartford, 11 de agosto de 1890 – Los Angeles, 21 de maio de 1975) foi um produtor cinematográfico estadunidense responsável por mais de  quatrocentos longa-metragens, curta-metragens de comédia e séries entre 1922 e 1964.